# Škamevec
Škamevec este o localitate din comuna Velike Lašče, Slovenia, cu o populație de 14 locuitori.